# Hunmanby
Hunmanby is een civil parish in het bestuurlijke gebied Scarborough, in het Engelse graafschap North Yorkshire met 3132 inwoners.